# Lac Man
Le Lac Man (漫湖, Manko), est une zone humide située dans l'île d'Okinawa, entre les villes de Naha et Tomigusuku, à l'intérieur du parc Manko, au Japon. Bien qu'appelé « lac Man » c'est bien une zone humide et non un lac, puisqu'il communique vers le nord-ouest avec l'océan Pacifique par l'intermédiaire du port de Naha tout proche.
Le lac Man est situé à la confluence des deux branches inférieures des rivières Kokuba (en) et Noha, au sud de Naha. 
Les voyageurs en provenance de l'extérieur de la préfecture d'Okinawa, depuis l'aéroport de Naha jusqu'à la ville de Naha, traversent l'estuaire qui offre sur la gauche une vue du lac Man.

## Nature
Le lac Man est une zone d'eau saumâtre à presque la même altitude que le niveau de la mer. Depuis les années 1960 avec la plantation de mangroves, le plan d'eau s'est transformé en rivages. L'endroit est également devenu un relais pour les oiseaux migrateurs tels que les limicoles et les pluviers, et fut désigné en 1999 zone humide d'importance internationale au titre de la convention de Ramsar
Un certain nombre d'espèces menacées habitent le lac Man, tel le coquillage Macoma nobilis qui ne se trouve nulle part ailleurs au Japon.
Les dépôts de sédiments ainsi que la dégradation de la qualité de l'eau due à l'afflux d'eaux usagées font partie des problèmes que doivent affronter ces zones humides.

## Source de la traduction
- (en) Cet article est partiellement ou en totalité issu de l’article de Wikipédia en anglais intitulé « Lake Man » (voir la liste des auteurs).